# Brittany MacLean
Brittany MacLean (Etobicoke, 3 marzo 1994) è un'ex nuotatrice canadese.

## Carriera
Ha fatto parte della staffetta che ha vinto la medaglia di bronzo nella 4x200m stile libero alle Olimpiadi di Rio de Janeiro 2016.

## Palmarès
- Giochi olimpici

Rio de Janeiro 2016: bronzo nella 4x200m sl.
- Giochi Panamericani

Toronto 2015: bronzo nella 4x200m sl.
- Giochi panpacifici

Gold Coast 2014: bronzo negli 800m sl, nei 1500m sl e nella 4x200m sl.
- Giochi del Commonwealth

Glasgow 2014: argento nella 4x200m sl e bronzo nei 800m sl.
- Universiadi

Kazan' 2013: bronzo nella 4x100m sl e nella 4x200m sl.
- Mondiali giovanili

Lima 2011: oro nei 200m sl e nei 400m sl, argento nella 4x100m sl e nella 4x200m sl.